# Zasvěcený svátek
Zasvěcený svátek je v katolické církvi den, v němž jsou věřící podle kanonického práva povinni se zúčastnit mše a dodržovat nedělní a sváteční klid, i když není neděle.
V římskokatolické církvi jsou podle kánonu 1246 CIC zasvěcenými svátky tyto slavnosti:
1. slavnost Panny Marie, Matky Boží (1. ledna)
2. slavnost Zjevení Páně (6. ledna)
3. slavnost sv. Josefa (19. března)
4. slavnost Nanebevstoupení Páně
5. slavnost Těla a Krve Páně
6. slavnost sv. Petra a Pavla (29. června)
7. slavnost Nanebevzetí Panny Marie (15. srpna)
8. slavnost Všech svatých (1. listopadu)
9. slavnost Neposkvrněného Početí Panny Marie (8. prosince)
10. slavnost Narození Páně (25. prosince)

Příslušná biskupská konference je však oprávněna po předchozím schválení Svatého stolce některé z těchto zasvěcených svátků dispensovat, nebo přeložit na neděli. Česká biskupská konference tak jejich počet upravila na dva, a to slavnost Panny Marie, Matky Boží a slavnost Narození Páně, ostatní jsou dispensované. 

## Z historie
V rekatolizovaných zemích Habsburské monarchie se před rokem 1753 slavilo asi 60 zasvěcených svátků a polosvátků; v těchto dnech měli obyvatelé monarchie zakázáno pracovat. Povinnost nepracovat brzdila z ekonomického hlediska i politicko-vojenských důvodů zdárný rozvoj celé monarchie, proto se v roce 1753 Marie Terezie obrátila na papeže Benedikta XIV. s žádostí o redukci těch svátků, kdy se nepracovalo. Papež její žádosti vyhověl a 41 nepracovních svátečních dnů bylo zrušeno.